# 알류샨 해류
알류샨 해류는 섭악틱 해류라고 불리며 북태평양 해류의 북쪽에서 동쪽으로 흐르는 해류이다. 이는 쿠로시오 해류의 북쪽 지류인데 북동쪽으로 흐르며 북위 40°와 50° 사이에서 동쪽으로 흐른다. 그것이 북아메리카의 해변으로 접근함에 따라 나뉘어서 북방으로 흐르는 알래스카 해류와 남방으로 흐르는 캘리포니아 해류가 된다.